# Massala marmona
Massala marmona là một loài bướm đêm trong họ Erebidae.